# Champfrémont
Champfrémont is een gemeente in het Franse departement Mayenne (regio Pays de la Loire) en telt 292 inwoners (2005). De plaats maakt deel uit van het arrondissement Mayenne.

## Geografie
De oppervlakte van Champfrémont bedraagt 13,4 km², de bevolkingsdichtheid is 21,8 inwoners per km².
De onderstaande kaart toont de ligging van Champfrémont met de belangrijkste infrastructuur en aangrenzende gemeenten.

## Demografie
Onderstaande figuur toont het verloop van het inwonertal (bron: INSEE-tellingen).

1. ↑  Populations de référence 2022.